# トーマ・リトー
トーマ・リトー（Thomas Lithaud、2001年1月18日 - ）は、フランス出身のラグビーユニオン選手。

## プロフィール
- フランス出身。
- ポジションはプロップ(PR)。
- 身長: 180 cm、体重: 112 kg

## 略歴
リヨンOUを経て、2023年3月、パートナーシップ契約締結に伴い、浦安D-Rocksに加入する事が発表された。
2023年5月、リーグワン2022-23シーズンの終了にともない、帰国し退団した。